# 2013 في مصر
فيما يلي قوائم الأحداث التي وقعت خلال عام 2013 في مصر.

## أحداث
- 26 فبراير – حادث منطاد الأقصر

## سياسة

### تعيين في المنصب
- 6 يناير - محمد إبراهيم مصطفى - وزير الداخلية.
- 1 مارس – شوقي إبراهيم علام مفتي الديار المصرية.
- 3 يوليو – عدلي منصور رئيس مصر.
- 10 يوليو – هشام بركات النائب العام.
- 14 يوليو – محمد البرادعي نائب رئيس الجمهورية.

### انتهاء فترة المنصب
- 6 يناير-أحمد جمال الدين - وزير الداخلية
- 11 فبراير – علي جمعة مفتي الديار المصرية.
- 3 يوليو – محمد مرسي رئيس مصر.
- 3 يوليو – هشام قنديل رئيس الوزراء المصري.
- 14 أغسطس – محمد البرادعي نائب رئيس الجمهورية.

## أفلام
من الأفلام التي صدرت هذه السنة في مصر:
- 1 يناير – أسرار عائلية
- 1 يناير – أنا والأقباط والعذراء من إخراج Namir Abdel Messeeh  [لغات أخرى]‏.
- 1 يناير – الحرامي والعبيط من إخراج محمد المصطفى.
- 1 يناير – الشتا اللي فات من إخراج إبراهيم البطوط.
- 1 يناير – القشاش
- 1 يناير – سمير أبو النيل من إخراج عمرو عرفة.
- 1 يناير – على جثتي
- 1 يناير – عن يهود مصر
- 1 يناير – فتاة المصنع من إخراج محمد خان.
- 1 يناير – فرش وغطا من إخراج أحمد عبد الله السيد.
- 1 يناير – فيلا 69 من إخراج آيتن أمين.
- 1 يناير – نظرية عمتي
- 1 يناير – هاتولي راجل
- 18 يناير – الميدان من إخراج جيهان نجيم.
- 23 يناير – الحفلة
- 30 يناير – هو فيه كده
- 6 مارس – فبراير الأسود من إخراج محمد أمين.
- 6 مارس – فبراير الأسود من إخراج محمد أمين.
- 5 مايو – تتح
- 17 مايو – بعد الموقعة من إخراج يسري نصر الله.
- 22 مايو – بوسي كات
- 5 يونيو – هرج ومرج
- 7 يونيو – متعب وشادية
- 12 يونيو – 31/12
- 19 يونيو – عشم
- 7 أغسطس – البرنسيسة
- 7 أغسطس – توم وجيمي
- 7 أغسطس – قلب الأسد
- 7 أغسطس – كلبي دليلي
- 3 أكتوبر – شمال يا دنيا
- 13 أكتوبر – 8%
- 13 أكتوبر – عش البلبل
- 11 ديسمبر – الهاربتان
- 28 ديسمبر – جرسونيرة

## برامج ومسلسلات وأنمي
- بنت اسمها ذات

## موسيقى

### ألبومات
من الألبومات التي صدرت هذه السنة في مصر:
- 18 سبتمبر – الليلة من غناء عمرو دياب.

## وفيات

### يناير
- 19 يناير – وحيد سيف (مواليد 1939)
- 27 يناير – فوزية بنت فاروق الأول (مواليد 1921) متسابقة يخت مصرية.

### فبراير
- 8 فبراير – رشدي سعيد (مواليد 1920)
- 24 فبراير – محمود سالم (مواليد 1929) صحفي مصري.

### مارس
- 24 مارس – محمد يسري سلامة (مواليد 1974) كاتب مصري.

### مايو
- 4 مايو – عائشة راتب (مواليد 1928)
- 23 مايو – جورج موستاكي (مواليد 1934)

### يوليو
- 2 يوليو – فوزية بنت فؤاد الأول (مواليد 1921)
- 11 يوليو – إبراهيم يوسف (مواليد 1959) لاعب كرة قدم مصري.

### أغسطس
- 8 أغسطس – محمود علي مكي (مواليد 1929)
- 14 أغسطس – عامر عبدالمقصود (مواليد 1900) لاعب كرة قدم مصري.
- 18 أغسطس – توفيق صالح (مواليد 1926) مخرج أفلام مصري.

### سبتمبر
- 16 سبتمبر – رتيبة الحفني (مواليد 1931) فنانة مصرية.

### ديسمبر
- 3 ديسمبر – أحمد فؤاد نجم (مواليد 1929) شاعر مصري.
- 18 ديسمبر – عبد الحميد صبرة (مواليد 1924)
- 21 ديسمبر – أحمد عصمت عبد المجيد (مواليد 1923) دبلوماسي مصري.